# Дівчина честі
«Дівчина честі» (англ. «Honor Girl») — мемуарний графічний роман на лесбійську та феміністичну тематику, написаний та проілюстрований Меґґі Треш. Як книга вперше опублікований у 2015 році з допомогою «Candlewick Press».

## Синопсис
Дівчина честі — це історія першого кохання авторки коміксу Меґґі Треш на літньому суто дівчачому таборі у Кентуккі в 2000 році.

## Історія

### Створення
Треш писала Дівчину честі протягом двох років. Хоч її попередній досвід був у написанні прозових, а не графічних романів, сусідка по кімнаті заохочувала її використовувати саме вид коміксів для конкретно цієї історії. Треш зацікавився можливостями цього виду мистецтва, який давав змогу візуально зобразити себе, тому вона почала займатися малюванням, щоб могла продовжувати створення графічного аспекту коміксу.

### Публікація
8 вересня 2015 року, компанія-видавництво «Candlewick Press» опублікувала Honor Girl.

## Прийом та нагороди
The New York Times Book Review назвав цю історію «мила, невідчепна і прямо в точку», і знайшов, що «Треш показує вражаюче розуміння мови коміксів». У своєму огляді Kirkus Reviews назвав книгу «люмінесцентним спогадом, який не можна пропустити». Комікс Дівчина честі також отримав відгуки від відомих видань School Library Journal, Publishers Weekly та Kirkus Reviews, та був офіційно нагороджений «Відзнака Junior Library Guild» восени 2015 року. Комікс став фіналістом премії Los Angeles Times Book Prize за 2016 рік у категорії «Графічний роман/комікси».